# ادگرتون (میزوری)
ادگرتون (به انگلیسی: Edgerton) یک شهر در ایالات متحده آمریکا است که در شهرستان پلت، میزوری واقع شده‌است. ادگرتون ۲٫۸۷ کیلومتر مربع مساحت و ۵۴۶ نفر جمعیت دارد و ۲۵۴ متر بالاتر از سطح دریا قرار دارد.